# Jonas Projer

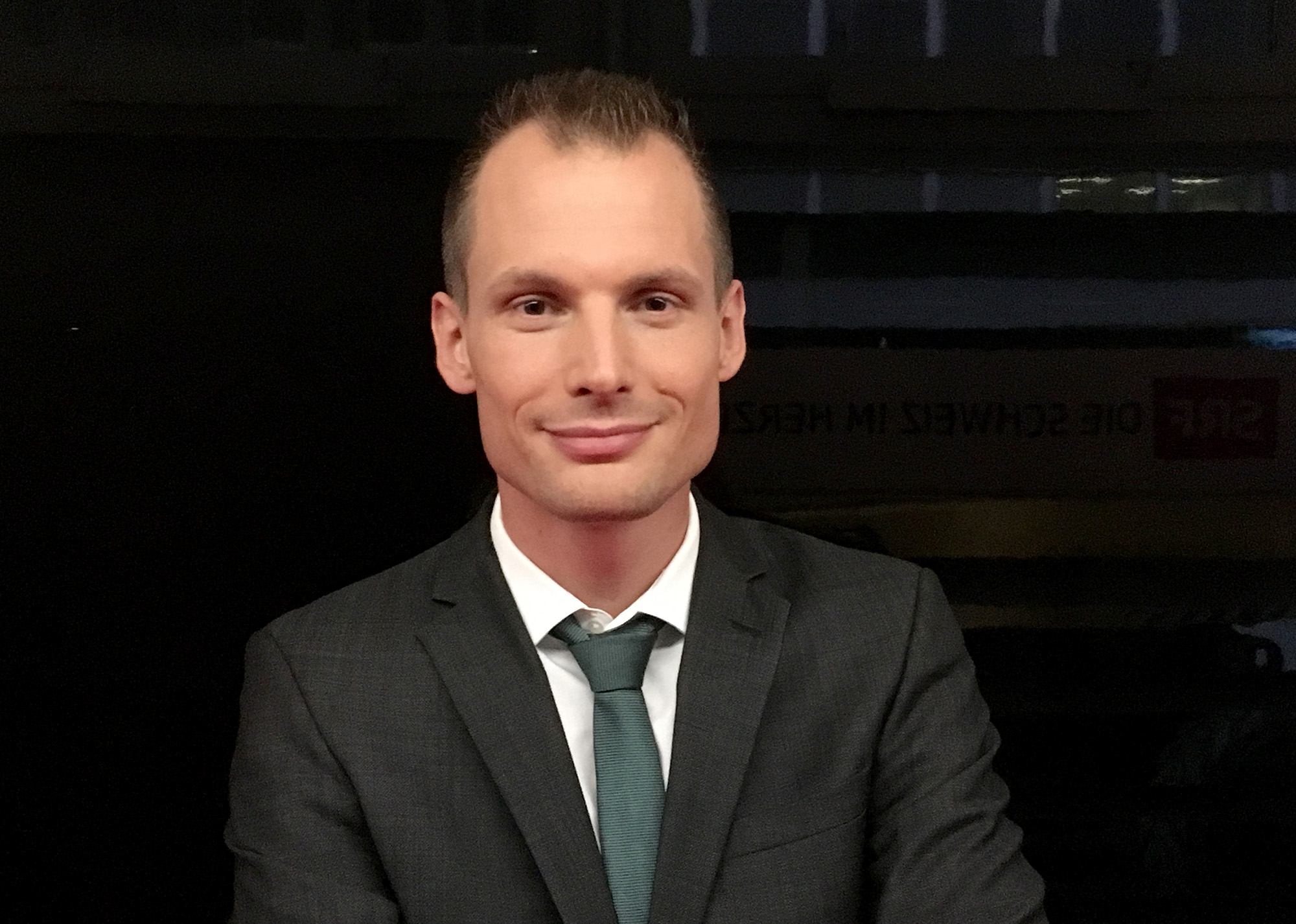
Jonas Projer (2017)

Jonas Projer (* 28. August 1981 in Zürich) ist ein Schweizer Journalist,  Fernsehmoderator und ab 1. Juli 2024 Generalsekretär der FDP.Die Liberalen. Schweizweit bekannt wurde er als EU-Korrespondent in Brüssel für das Schweizer Radio und Fernsehen (SRF) und als Moderator der politischen Diskussionssendung Arena. Von 2021 bis 2023 war er Chefredaktor der NZZ am Sonntag.

## Ausbildung
Von 2000 bis 2003 studierte Jonas Projer Anglistik, Filmwissenschaft und Germanistik an der Universität Zürich. 2003 begann er den vierjährigen Studiengang Film an der Zürcher Hochschule der Künste (ZHdk), den er 2007 beendete. Während dieses Studiums ging er in den Jahren 2005 und 2006 für ein Auslandsjahr in die USA und studierte an der School of Visual Arts in New York.

## Beruf
2001 nahm Projer eine Praktikumsstelle bei der Zeitschrift Film (vormals Zoom) an. Im gleichen Jahr wurde er Filmjournalist für die Zeitung Der Landbote und gab eine wöchentliche Uni-Filmzeitung heraus. Von 2002 bis 2007 arbeitete er beim Schweizer Radio und Fernsehen für die Untertitelung der Fernsehsendungen 10vor10, Schweiz aktuell und Tagesschau, 2006 war er als Produktionsassistent für Schweiz aktuell tätig und absolvierte in diesem Jahr ein Praktikum bei Tilman Lingner, dem damaligen Washington-Korrespondenten von SRF. Ab 2007 war Projer als Filmjournalist für die Basler Zeitung und den Filmdienst tätig und ab 2011 berichtete er als Korrespondent für das Schweizer Fernsehen in Brüssel  über EU-Themen.
Von Herbst 2014 bis Frühjahr 2019 war Projer Moderator der politischen Diskussionssendung Arena und moderierte ab Juni 2017 ausserdem die Sendung Arena/Reporter mit Christa Rigozzi auf SRF 1. Einige sozialdemokratische Politiker und die TagesWoche warfen der Arena, seit sie von Projer geleitet wurde, eine einseitige Themensetzung zugunsten der SVP vor. Ende April 2019 war die letzte Arena-Sendung mit Projer, auf ihn folgte Sandro Brotz als Arena-Moderator. Ab 1. Mai 2019 arbeitete Projer bei der Blick-Gruppe, um dort das Projekt Blick TV zu leiten, das am 17. Februar 2020 im Internet auf Sendung ging. Im September 2021 wechselte Projer zur NZZ-Mediengruppe und löste Luzi Bernet als Chefredaktor der NZZ am Sonntag ab. Die Personalie sorgte in der Redaktion und in der Branche für Verwunderung. Projer wurde als «Statthalter» des Mutterblattes NZZ betrachtet, dessen Wechsel zu einer liberal-kulturkämpferischen Linie in den letzten Jahren von Bernet und seiner Redaktion nicht mitgetragen worden war. Projer war bis Juni 2023 im Amt, wegen «strategischer Differenzen» trennten sich die NZZ und Projer im Juni 2023 im «gegenseitigem Einvernehmen». Nachfolger wurde Beat Balzli.
Nach seinem Abgang bei SRF wurde er Mitglied der FDP.Die Liberalen. Am 4. April 2024 wurde er zu deren Generalsekretär auf den 1. Juli 2024 gewählt.

## Privates
Projer ist verheiratet und Vater von fünf Kindern, drei Söhnen und Zwillingstöchtern. Er ist Mitglied der «Zunft zur Schmiden» in Zürich. 